# La Nava (Badajoz)
La Nava es una pedanía del municipio español de Benquerencia de la Serena, perteneciente a la provincia de Badajoz (comunidad autónoma de Extremadura). 
En esta pedanía destacan sus pinturas rupestres, topografía y naturaleza, haciendo de sus sierras y rutas bonitos parajes que a cualquier persona le gustaría visitar.

## Situación
Está situada a 9 km de Benquerencia de la Serena. Pertenece a la comarca de La Serena y al Partido judicial de Castuera.

## Patrimonio
Iglesia parroquial católica bajo la advocación del Corazón de Jesús, en la Archidiócesis de Mérida-Badajoz.